# Valle Esmeralda
Valle Esmeralda är en ort i Mexiko.   Den ligger i kommunen Cerro Azul och delstaten Veracruz, i den sydöstra delen av landet, 240 km nordost om huvudstaden Mexico City. Valle Esmeralda ligger 132 meter över havet och antalet invånare är 190.
Terrängen runt Valle Esmeralda är kuperad norrut, men söderut är den platt. Runt Valle Esmeralda är det tätbefolkat, med 257 invånare per kvadratkilometer. Närmaste större samhälle är Temapache, 15,8 km sydost om Valle Esmeralda. Trakten runt Valle Esmeralda består till största delen av jordbruksmark.